# Fatih Çiplak
Fatih Çiplak (* 27. Januar 1994 in Ilıca) ist ein türkischer Fußballspieler.

## Karriere

### Verein
Çiplak begann mit dem Vereinsfußball als Achtjähriger in der Jugend des türkischen Amateurklubs Erzurum İdmanocağıspor. 2012 wechselte er zum Amateurverein und Fünftligisten Erzurum Yakutiyespor. Hier fiel er den Talentsichtern des türkischen Erstligisten Sivasspor auf und wurde von diesem Verein im März 2012 verpflichtet. Nachdem er etwa zweieinhalb Jahre ausschließlich für die Reservemannschaft dieses Vereins gespielt hatte, wurde er im Dezember 2014 in der Pokalbegegnung gegen Tuzlaspor eingesetzt. In der gleichen Woche debütierte er auch in der Süper Lig. Bis zum Saisonende absolvierte er neun Liga- und neun Pokalpartien, davon 16 über die volle Spiellänge. Durch seine Leistungen wurde er von einigen türkischen Sportjournalisten als einer der Spieler bewertet, die in der abgelaufenen Saison die größte Entwicklung gezeigt haben.
Für die Spielzeit 2015/16 wurde er an den Zweitligisten Giresunspor und für die Saison 2016/17 an den Drittligisten İstanbulspor ausgeliehen. Mit diesem Verein beendete er die Saison als Meister der TFF 2. Lig und stieg in die TFF 1. Lig auf. Nach diesem Erfolg kehrte er zwar zu Sivasspor zurück, wurde aber Sivas Belediyespor.

### Nationalmannschaft
Çiplak absolvierte drei Einsätze für die türkische U-21-Nationalmannschaft.

## Erfolge
Mit İstanbulspor
- Meister der TFF 2. Lig und Aufstieg in die TFF 1. Lig: 2016/17